# 雅皮吉人

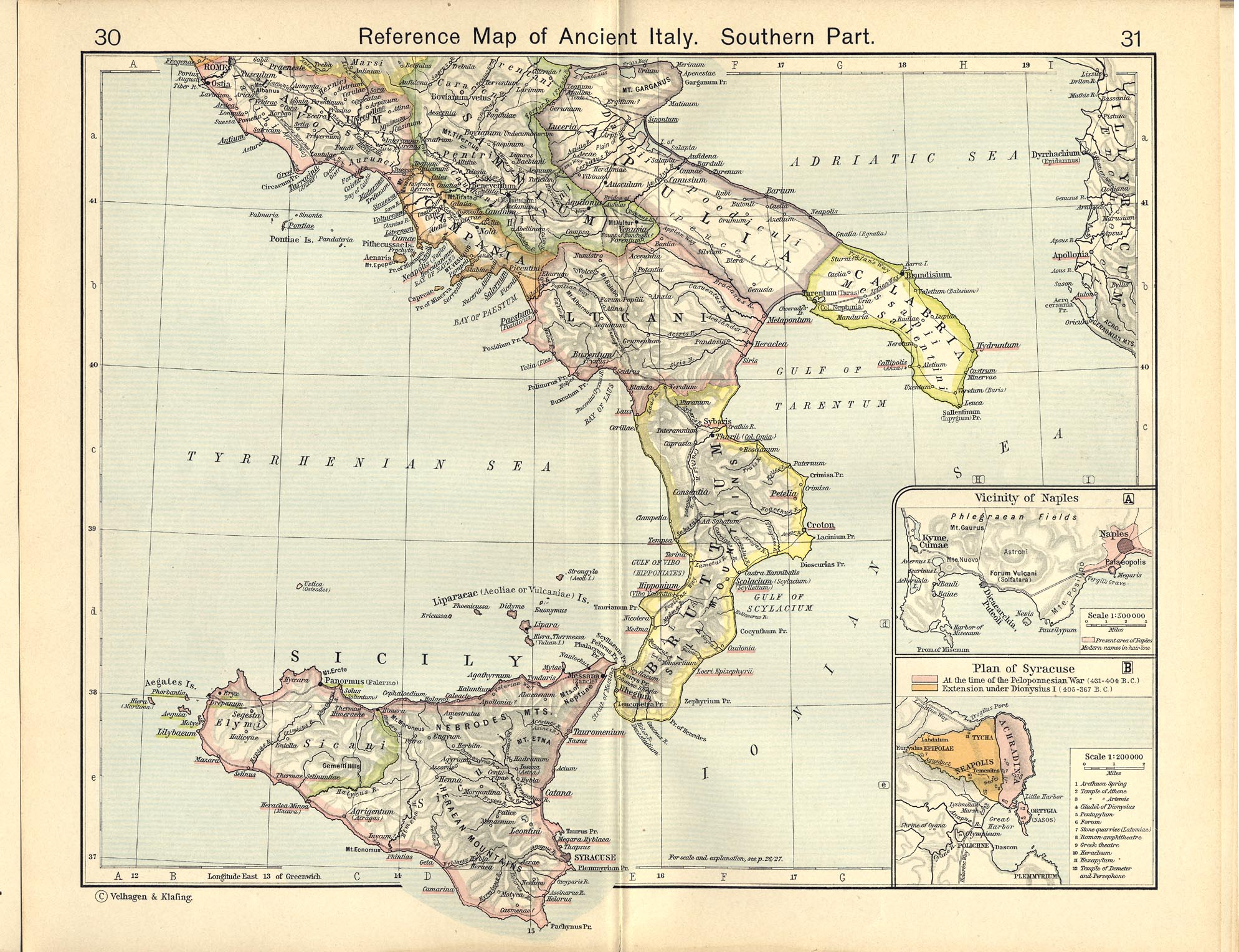
雅皮吉部落的领土

普遍认为雅皮吉人从伊利里亚渡海而来

雅皮吉人（英語： 希臘語：）是一个在古典时代居住在阿普利亚地区的印欧民族，其生活的地区被称为雅皮吉亚（Iapygia），分为三个族群：分别是梅萨比人、道尼人和普切蒂人，最后被罗马人吸收同化。